# Paul Paquereau
 (avril 2013).
Si vous disposez d'ouvrages ou d'articles de référence ou si vous connaissez des sites web de qualité traitant du thème abordé ici, merci de compléter l'article en donnant les références utiles à sa vérifiabilité et en les liant à la section « Notes et références ».
Louis-Paul Paquereau, né le 17 janvier 1871, dans le 9e arrondissement de Paris, ville où il est mort le 2 mars 1956 dans le 16e arrondissement,  est un décorateur de théâtre et un peintre français.

## Biographie
D'origine familiale normande, Paul Paquereau débute au Salon des indépendants de 1924. Il est proche de Charles Dufresne, de Raoul Dufy et d'Othon Friesz avec lesquels il a exposé. Il peint des aquarelles aux couleurs vives, réalisées sur le motif dans le pays niçois, la Normandie, le Sud-Ouest de la France et notamment le Quercy où il réside souvent.
Paul Paquereau enseigne les techniques de la  décoration à Paris et devient ensuite décorateur et marchand de tableaux dans sa galerie située au 17, rue Mazarine à Paris, qu'il ouvre en 1904. 
Au théâtre, il conçoit des décors pour des spectacles d'André Antoine, Jacques Copeau, Lugné-Poe, et pour les Ballets russes, la Comédie-Française, le Théâtre des Champs-Élysées, le théâtre de l'Odéon et le  Metropolitan Opera de New York, l'Opéra de Philadelphie, l'Opéra de Chicago et de Londres.
Sa maison éclusière de Saint-Cirq-Lapopie (Lot) devient son lieu de villégiature où il rencontre de nombreux artistes comme André Breton, Adrien Dax, Pierre Toulouse, Toyen, Man Ray, Wolfgang Paalen, Alechinsky ou Christian d'Orgeix.